# Europese weg 011
De Europese Weg 011 of E011 is een Europese weg die loopt van Kökpek (Көкпек) in Kazachstan naar Tüp (Түп) in Kirgizië.

## Algemeen
De Europese weg 011 is een Klasse B-verbindingsweg en verbindt het Kazachse Kökpek met het Kirgizische Tüp komt hiermee op een afstand van ongeveer 200 kilometer. De route is door de UNECE als volgt vastgelegd: Almaty - Kegen - Kökpek - Tüp. In 2002/2003 is besloten het trajectdeel Almaty - Kökpek te laten vervallen en hiervoor in de plaats het deel Kegen - Kökpek op te nemen. Het huidige traject is daarmee als volgt vastgelegd: Kökpek (Көкпек) - Kegen (Кеген) - Tüp (Түп).